# Гасымов, Шахмураз
Шахмураз Гасымов (род. 8 апреля 1971, Кировабад) — советский и азербайджанский самбист, бронзовый призёр Всесоюзных юношеских игр 1988 года, чемпион (1996), серебряный (1997) и бронзовый (1993, 1995) призёр чемпионатов Европы, чемпион (1997), серебряный (1995, 1999) и бронзовый (1993, 1994, 1996) призёр чемпионатов мира. Выступал во второй полусредней (до 74 кг) и первой средней (до 82 кг) весовых категориях.
Двоюродный брат Рамиль Гасымов (1981) — чемпион летних Паралимпийских игр 2016 года по дзюдо. Другой кузен Амиль Гасымов (1986) — самбист, чемпион и призёр чемпионатов Европы и мира, обладатель Кубка мира, призёр Европейских игр 2015 года.